# Planetarium (film)
Planetarium is een Franse film uit 2016, geregisseerd door Rebecca Zlotowski. De film ging op 7 september in première op het filmfestival van Venetië en werd ook geselecteerd voor het Internationaal filmfestival van Toronto.

## Verhaal
De jaren 1930, twee zussen Laura en Kate beweren bovennatuurlijke gaven te hebben. Ze zeggen namelijk te kunnen communiceren met de geesten. Tijdens een van hun optredens in Parijs ontmoeten ze een omstreden Franse producer, André Korben.

## Rolverdeling
| Acteur          | Personage    |
| --------------- | ------------ |
| Natalie Portman | Laura Barlow |
| Lily-Rose Depp  | Kate Barlow  |
| Louis Garrel    | André Korben |
| Rosa Bursztein  | Operator     |
| Hugo Zlotowski  | Soldaat      |

## Productie
In mei 2015 werd aangekondigd dat Nathalie Portman en Lily-Rose Depp de hoofdrollen zou spelen in een film geregisseerd door Rebecca Zlotowski naar een scenario geschreven door haar en Robin Campillo en de productie in handen van Frédéric Jouve. De filmopnames gingen van start einde september 2015 in Parijs.